# Electrophorus
Electrophorus Gill, 1864 è un genere di pesci d'acqua dolce della famiglia Gymnotidae, diffuso in Sud America.
Le specie di questo genere, note impropriamente come "anguille elettriche", si caratterizzano per la capacità di generare dei potenti campi elettrici, utilizzati sia per la caccia che per l'autodifesa.

## Tassonomia
Ritenuto a lungo un genere monospecifico, con E. electricus come unica specie, il genere si è recentemente arricchito di due nuove specie:
- Electrophorus electricus (Linnaeus, 1766)
- Electrophorus varii de Santana, Wosiacki, Crampton, Sabaj, Dillman, Mendes-Júnior & Castro e Castro, 2019
- Electrophorus voltai de Santana, Wosiacki, Crampton, Sabaj, Dillman, Castro e Castro, Bastos and Vari, 2019